# (36498) 2000 QW53
2000 QW53 (asteroide 36498) é um asteroide da cintura principal. Possui uma excentricidade de 0.14104620 e uma inclinação de 6.38541º.
Este asteroide foi descoberto no dia 25 de agosto de 2000 por LINEAR em Socorro.